# African Stars
Der African Stars Football Club ist ein 1952 gegründeter Sportverein aus Windhoek, Namibia. Neben Netball wird vor allem Fußball unter dem Namen African Stars FC betrieben. 
Der Verein wurde aufgrund seines unsportlichen Verhaltens in der Saison 2013/14 für die Saisons 2014/15 und 2015/16 vom Spielgeschehen der Namibia Premier League ausgeschlossen. Die Saison 2016/17 können die Stars in der Namibia First Division beginnen. (Siehe auch: Namibia Premier League 2013/14#Skandalspiel) Diese Entscheidung wurde am 27. August 2014 überraschend vom namibischen Fußballverband zurückgenommen.

## Fußball
Neben der Premier-League-Mannschaft ist auch eine Jugendmannschaft aktiv im African Stars F. C. Sie werden von der FNB Namibia gesponsert. Die African Stars, auch als Samba Boys bekannt, gelten als beliebtester Fußballverein Namibias. Sie wurden seit dem 2. Spieltag der Saison 2022/23 von Ex-Nationaltrainer Ricardo Mannetti trainiert. Im Juli 2023 wurde der Ghanaer Prince George Koffie als neuer Cheftrainer verpflichtet, der bereits knapp vier Monate später aufgrund schlechter Ergebnisse wieder entlassen wurde und durch den ehemaligen Haupttrainer Mervin Mbakera ersetzt wurde. Dieser wurde wiederum im Februar 2024 durch Ronnie Kanalelo ersetzt.

### Erfolge
- Double aus Meisterschaft und Pokal: 2010, 2018
- Namibischer Fußballmeister: 2009, 2010, 2015, 2018, 2023, 2024, 2024/25
- Namibischer Pokalsieger: 2007, 2010, 2013, 2014, 2018, 2024

### Internationale Teilnahmen
- CAF Cup: 1992 1. Runde
- CAF Champions League: 2018/19 1. Runde

### Frauenfußball
Ende Mai 2024 erwarb African Stars die Spielrechte des Frauen-Erstligisten Ongwediva Queens und benannte diesen für die Saison 2024/2025 in African Stars Queens um.